# Ung mand falder
Ung man falder er en dansk film fra 2007, instrueret af Martin de Thurah.

## Eksternt link
- Ung mand falder på Internet Movie Database (engelsk)
- Ung mand falder på Filmdatabasen
- Ung mand falder på danskfilmogtv.dk
- Ung mand falder på AlloCiné (fransk)
- Ung mand falder på The Movie Database (engelsk)